# Luminiscenční textilie
Luminiscenční textilie (angl.: light emitting textile, něm.: Leuchttextilie) jsou výrobky se schopností emitovat světelné záření, které je nad úrovní jejich tepelného záření.
Luminiscence je způsobena jiným zářením nebo excitací atomů a následným návratem do základního stavu spolu s vyzářením fotonu. Podle druhu energie, kterou je luminiscence buzena se rozlišuje foto-, elektro-,  radio-,  chemo- a bioluminiscence.
K zušlechťování textilií se využívá zejména fotoluminiscence a elektroluminiscence.

## Výroba luminiscenčních textilií

### Fotoluminiscence textilií
- Fluorescence ultrafialového světla byla objevena v roce 1801,[2] syntetické fluorescenční prostředky k optickému zjasňování se používají průmyslovým způsobem od poloviny 30. let 20. století.[3]

Na začátku 21. století se nabízelo k prodeji asi 400 různých prostředků k optickému zjasňování. V textilním průmyslu jsou to fluorescenční barviva, která se aplikují vytahovacími nebo impregnačními postupy. Používají se ke zvýšení stupně bělosti a pro zjasnění pastelových odstínů vybarvení textilií.
Fluorescenční barvivo např. pro varovné barvy bezpečnostních vest se používá ve formě pigmentů, které se nanášejí na vlákna textilního substrátu tiskařskou nebo barvírenskou technologií nebo se přidávají do suroviny při zvlákňování. 
- Fosforescenci poprvé teoreticky objasnil Maďar Lenard v roce 1902. Za svoji práci obdržel v roce 1905 Nobelovu cenu.[6]

Fosforescenční textilie se vyrábějí nanášením pigmentu s obsahem velmi jemných krystalů sulfidu zinečnatého (ZnS) a hlinitanu strontnatého (SrAl2O4) na tkaniny, pleteniny a výšivky. Doba emitace světla se dá u fosforescenčních pigmentů zvýšit až na 4 hodiny.

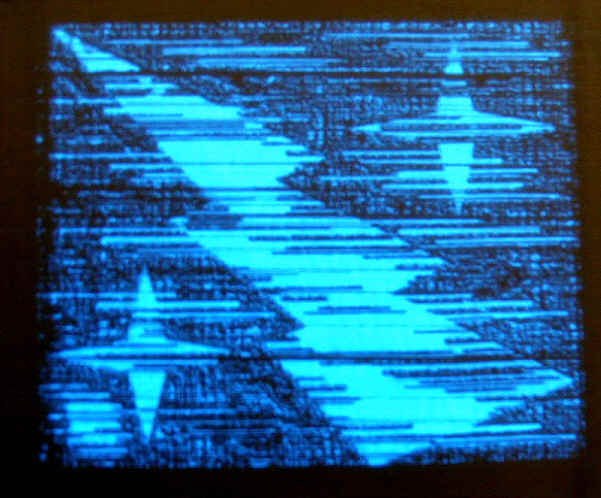
Elektroluminiscenční tkanina

### Aktivní elektroluminiscenční textilie
jsou výrobky, které mohou svítit samy o sobě bez vnějšího vlivu. Obsahuji vodivou strukturu pro elektrody, přes které je vyvolána luminiscence  pigmentů. 
Elektroluminiscenci poprvé zjistil Angličan Round v roce 1907 v karbidu křemíku (SiC).
První elektrovodivé textilie byly vyzkoušeny na ručně sešité klávesnici pro počítače. Nejstarší komerční výrobky tohoto druhu jsou bundy z roku 2000 s integrovaným mobilním telefonem a s MP3 přehrávačem. Tyto textilie vyvinula firma Levi Strauss spolu s firmou Philips, v roce 2010 byly k dostání v omezeném množství za 600-900 USD.

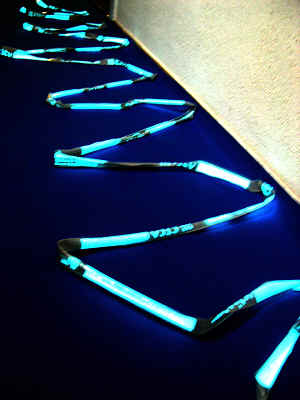
Luminiscenční stuha

- Elektroluminiscenční  (EL) textilie

Ve tkaninách z velmi jemné elektrovodivé příze (22 dtex) a s dostavou útku hustější než 100 /cm jsou elektrodová vlákna od sebe vzdálena na méně než 200 µm. Tkanina se potiskuje luminiscenční pastou, luminiscence je nezávislá na původu dodávaného elektrického proudu. Popsaná technologie je dosud (2012) jediný známý způsob zhotovení homogenních luminiscenčních ploch z textilních materiálů.
- Textilie s integrovanými vodiči světelných vln

Přes přídavná zařízení se vodiče (niti z polymetylmetakrylátu (PMMA) nebo z  polykarbonátu (PC) ) na určitých místech záměrně poškodí, takže dodávané světlo zčásti zaniká. Potom se tyto niti zatkají, zapletou nebo vyšijí do textilní plochy. Protože vodiče jsou ve svazcích, dá se na jejich koncích napojit LED nebo jiný zdroj světla. 
- Textilie s integrovanými světelnými diodami (LED)

Další zdroje světla jako jsou miniaturní diody, SMD diody, µ-LED, určování barvy emitovaného světla (RGB-LED) se dají výhodně použít k výrobě luminiscenčních textilií.

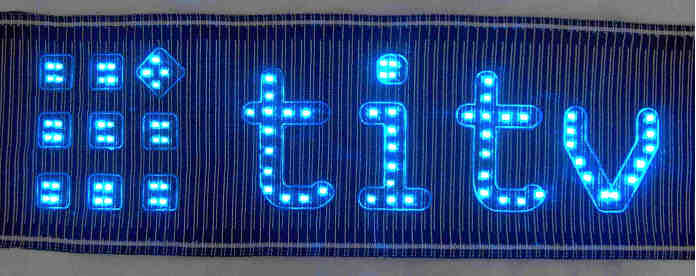
Tkanina s naletovanou LED a s vyšívanými strukturami

Zdrojům světla se dodává proud přes elektrovodivé příze, které se integrují do textilie tkaním nebo vyšíváním (e-broidery). K vedení elektrického proudu se dají také použít struktury natisknuté nebo kašírované na textilii.
V roce 2017 byl v Německu předvedeno automatizované vyšívání elektrovodivých nití na textilie s napojením na LED.

## Použití  luminiscenčních textilií
Automobily, bezpečnost, reklama, dekorace, bytové textilie.